# ایمنی رودکی
ایمنی رودکی (به لاتین: Imeni Rudaki) یک منطقهٔ مسکونی در تاجیکستان است که در ولایت سغد واقع شده‌است.